# Großer Preis von Frankreich 1954

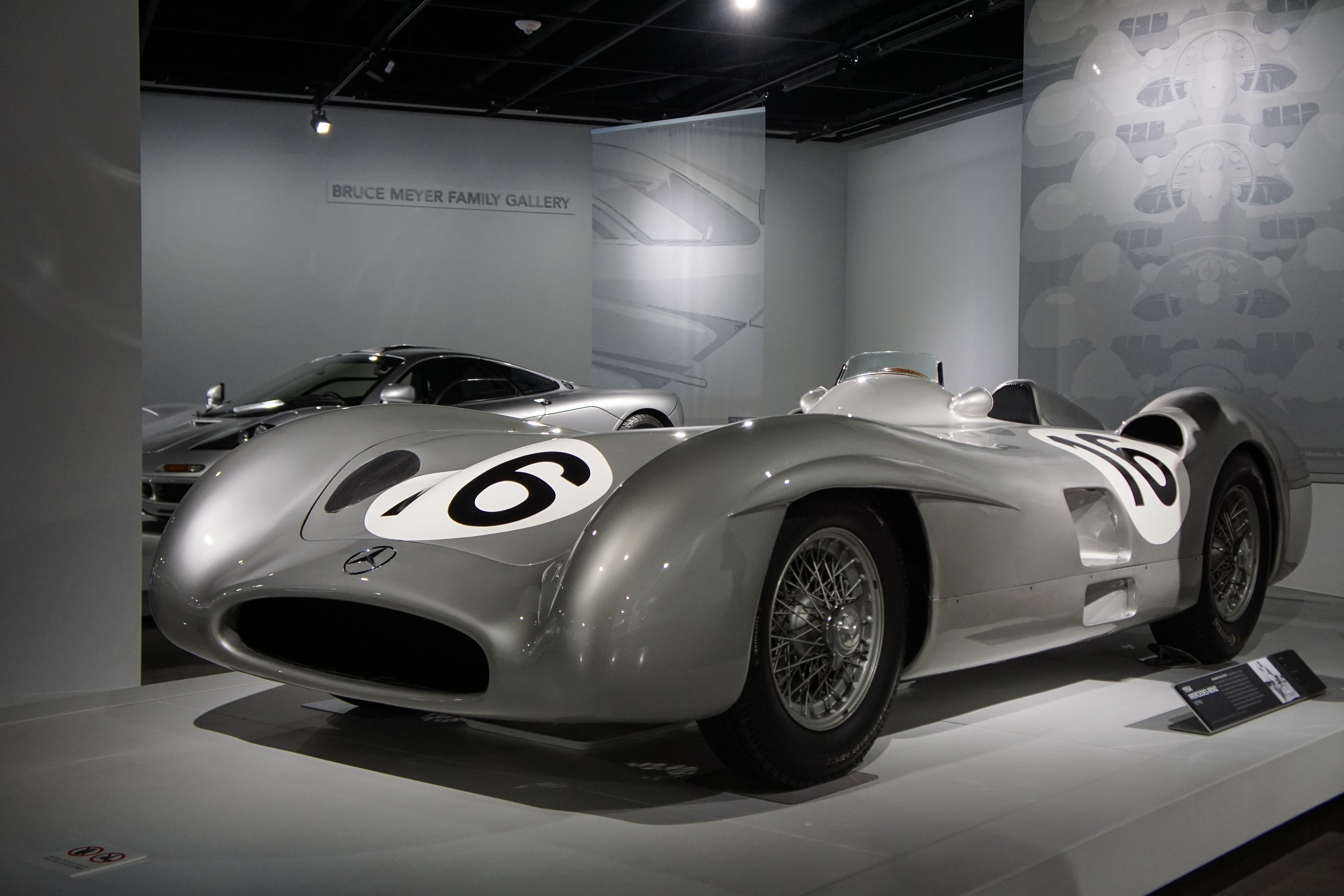
Mercedes-Benz W 196 im Museum

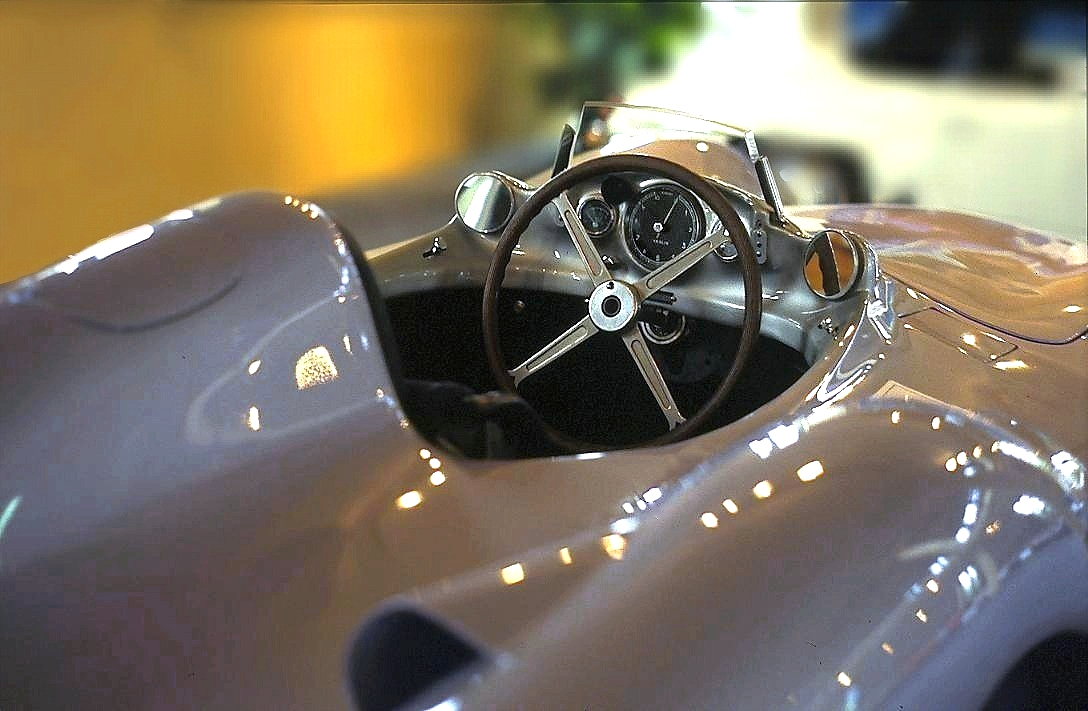
Cockpit des W 196

Der Große Preis von Frankreich 1954 (offiziell XLI Grand Prix de l'ACF) fand am 4. Juli auf dem Circuit de Reims-Gueux in Reims statt und war das vierte Rennen der Automobil-Weltmeisterschaft 1954.

## Bericht

### Hintergrund
Nach dem Großen Preis von Belgien führte Juan Manuel Fangio in der Fahrerwertung mit acht Punkten vor Maurice Trintignant und mit neun Punkten vor Bill Vukovich.
Der Große Preis von Frankreich 1954 brachte das lang erwartete Debüt des Mercedes-Werksteams. Der Führende der Fahrerwertung, Fangio, wechselte von Maserati zum neuen Team, für das auch Karl Kling und Hans Herrmann an den Start gingen.
Neben dem Debüt von Mercedes, Kling und Herrmann war dies auch die erste Grand-Prix-Teilnahme eines Continental-Reifens. Giuseppe Farina verletzte sich beim Start eines Sportwagenrennens in Monza schwer und fiel dadurch für den Rest der Saison aus, der zweimalige Weltmeister Alberto Ascari fuhr einen Maserati, da der Lancia D50 noch nicht einsatzbereit war.
Mit Fangio (zweimal), Mike Hawthorn und Ascari (jeweils einmal) traten drei ehemalige Sieger zu diesem Grand Prix an.

### Training
Schon im Training zeigte sich die deutliche Überlegenheit der Mercedesfahrer. Fangio belegte mit 2:29,4 Minuten vor Kling die Pole-Position, die erste Doppelpole für sein Team im Debütrennen, die drittschnellste Zeit fuhr Ascari im Maserati. Kling fuhr seine schnellste Trainingsrunde in 2:30,4 Minuten, Ascari in 2:30,5 Minuten.
Das Gordini-Team konnte wegen finanzieller Probleme nicht am Training teilnehmen.

### Rennen
Das Rennen war bestimmt von sehr vielen Ausfällen, insgesamt erreichten nur sechs Wagen das Ziel. Motorschäden waren die häufigsten Ausfallgründe.
Die Mercedes-Dominanz im Training wurde im Rennen fortgesetzt, Fangio und Kling fuhren an der Spitze den anderen Fahrern davon und überrundeten das gesamte Fahrerfeld. Beide lieferten sich an der Spitze ein spannendes Duell, das Fangio mit einem knappen Vorsprung von 0,1 Sekunden für sich entschied. Die Dominanz der in der Formel 1 ungewöhnlichen Stromlinienwagen von Mercedes wurde durch folgende Aussage Fangios besonders deutlich: „Die Konkurrenten sahen wir an diesem Tag eigentlich nur beim Start und bei Überrundungsmanövern.“
Ferrari verlor einen Großteil seiner Wagen in diesem Rennen durch Motorschäden, lediglich Robert Manzon erreichte in seinem Ferrari das Ziel und komplettierte mit Platz 3 die Podiumsplatzierungen. Allerdings hatte auch er eine Runde Rückstand auf Fangio und Kling.
Prinz Bira und Luigi Villoresi gewannen mit Platz vier und fünf Punkte für Maserati. Die schnellste Rennrunde fuhr Herrmann im Mercedes in 2:32,900 Minuten beziehungsweise 195,6 km/h in Runde drei, bevor er in Runde 17 mit einem Motorschaden das Rennen aufgab.
Mercedes beendete somit das Debütrennen mit einem Doppelsieg, erzielte die Pole-Position und die schnellste Rennrunde. Lässt man die Indianapolis 500 außer Betracht, war dies auch der erste Rennsieg eines nicht-italienischen Konstrukteurs in der Formel-1-Geschichte und der erste Sieg eines Continental-Reifens. Ein Reifenwechsel war nicht nötig, da der Abrieb nur bei einem Millimeter pro 100 Kilometer lag.
Am gleichen Tag wurde Deutschland beim Wunder von Bern erstmals Fußballweltmeister, wodurch der bedeutende und historische Triumph eines deutschen Teams in der Formel 1 von den Medien nur am Rand Erwähnung fand.
In der Fahrerwertung blieben die ersten drei Positionen unverändert.

## Meldeliste
| Team                      | Nr. | Fahrer                | Chassis                                    | Motor                | Reifen |
| ------------------------- | --- | --------------------- | ------------------------------------------ | -------------------- | ------ |
| Scuderia Ferrari          | 02  | José Froilán González | Ferrari 553 Squalo/Ferrari 555 Supersqualo | Ferrari 2.5 L4       | P      |
| Scuderia Ferrari          | 04  | Maurice Trintignant   | Ferrari 625F1                              | Ferrari 2.5 L4       | P      |
| Scuderia Ferrari          | 06  | Mike Hawthorn         | Ferrari 553 Squalo/Ferrari 555 Supersqualo | Ferrari 2.5 L4       | P      |
| Officine Alfieri Maserati | 10  | Alberto Ascari        | Maserati 250F                              | Maserati 2.5 L6      | P      |
| Officine Alfieri Maserati | 12  | Onofre Marimon        | Maserati 250F                              | Maserati 2.5 L6      | P      |
| Officine Alfieri Maserati | 14  | Luigi Villoresi       | Maserati 250F                              | Maserati 2.5 L6      | P      |
| Officine Alfieri Maserati | 40  | Sergio Mantovani      | Maserati 250F                              | Maserati 2.5 L6      | P      |
| Roberto Mieres            | 16  | Roberto Mieres        | Maserati 250F/Maserati A6GCM               | Maserati 2.5 L6      | P      |
| Daimler-Benz AG           | 18  | Juan Manuel Fangio    | Mercedes-Benz W 196                        | Mercedes-Benz 2.5 L8 | C      |
| Daimler-Benz AG           | 20  | Karl Kling            | Mercedes-Benz W 196                        | Mercedes-Benz 2.5 L8 | C      |
| Daimler-Benz AG           | 22  | Hans Herrmann         | Mercedes-Benz W 196                        | Mercedes-Benz 2.5 L8 | C      |
| Equipe Gordini            | 24  | Jean Behra            | Gordini T16                                | Gordini 2.5 L6       | E      |
| Equipe Gordini            | 26  | Jacques Pollet        | Gordini T16                                | Gordini 2.5 L6       | E      |
| Equipe Gordini            | 28  | Paul Frère            | Gordini T16                                | Gordini 2.5 L6       | E      |
| Georges Berger            | 30  | Georges Berger        | Gordini T16                                | Gordini 2.5 L6       | E      |
| HW Motors                 | 32  | Lance Macklin         | HWM 53                                     | Alta 2.0 L4          | D      |
| Ecurie Rosier             | 34  | Robert Manzon         | Ferrari 625F1                              | Ferrari 2.5 L4       | P      |
| Ecurie Rosier             | 36  | Louis Rosier          | Ferrari 500/Ferrari 625F1                  | Ferrari 2.5 L4       | D      |
| Owen Racing Organisation  | 42  | Ken Wharton           | Maserati 250F                              | Maserati 2.5 L6      | D      |
| Gilby Engineering         | 44  | Roy Salvadori         | Maserati 250F                              | Maserati 2.5 L6      | D      |
| B. Bira                   | 46  | Prinz Bira            | Maserati 250F                              | Maserati 2.5 L6      | P      |
| Harry Schell              | 48  | Harry Schell          | Maserati A6GCM                             | Maserati 2.5 L6      | P      |

## Klassifikationen

### Startaufstellung
| Pos. | Fahrer                | Konstrukteur | Zeit       | Start |
| ---- | --------------------- | ------------ | ---------- | ----- |
| 01   | Juan Manuel Fangio    | Mercedes     | 2:29,4     | 01    |
| 02   | Karl Kling            | Mercedes     | 2:30,4     | 02    |
| 03   | Alberto Ascari        | Maserati     | 2:30,5     | 03    |
| 04   | José Froilán González | Ferrari      | 2:30,6     | 04    |
| 05   | Onofre Marimon        | Maserati     | 2:31,6     | 05    |
| 06   | Prinz Bira            | Maserati     | 2:35,1     | 06    |
| 07   | Hans Herrmann         | Mercedes     | 2:35,3     | 07    |
| 08   | Mike Hawthorn         | Ferrari      | 2:35,6     | 08    |
| 09   | Maurice Trintignant   | Ferrari      | 2:36,1     | 09    |
| 10   | Roy Salvadori         | Maserati     | 2:36,6     | 10    |
| 11   | Roberto Mieres        | Maserati     | 2:38,7     | 11    |
| 12   | Robert Manzon         | Ferrari      | 2:42,0     | 12    |
| 13   | Louis Rosier          | Ferrari      | 4:46,5     | 13    |
| 14   | Luigi Villoresi       | Maserati     | 2:42,7     | 14    |
| 15   | Lance Macklin         | HWM          | 2:52,5     | 15    |
| 16   | Ken Wharton           | Maserati     | 3:09,3     | 16    |
| 17   | Jean Behra            | Gordini      | keine Zeit | 17    |
| 18   | Jacques Pollet        | Gordini      | keine Zeit | 18    |
| 19   | Paul Frère            | Gordini      | keine Zeit | 19    |
| 20   | Georges Berger        | Gordini      | keine Zeit | 20    |
| 21   | Harry Schell          | Maserati     | keine Zeit | 21    |

### Rennen
| Pos. | Fahrer                | Konstrukteur | Runden | Stopps | Zeit       | Start | Schnellste Runde |
| ---- | --------------------- | ------------ | ------ | ------ | ---------- | ----- | ---------------- |
| 01   | Juan Manuel Fangio    | Mercedes     | 61     |        | 2:42:47,9  | 01    |                  |
| 02   | Karl Kling            | Mercedes     | 61     |        | + 0,1      | 02    |                  |
| 03   | Robert Manzon         | Ferrari      | 60     |        | + 1 Runde  | 12    |                  |
| 04   | Prinz Bira            | Maserati     | 60     |        | + 1 Runde  | 06    |                  |
| 05   | Luigi Villoresi       | Maserati     | 58     |        | + 3 Runden | 14    |                  |
| 06   | Jean Behra            | Gordini      | 56     |        | + 5 Runden | 17    |                  |
| –    | Paul Frère            | Gordini      | 50     |        | DNF        | 19    |                  |
| –    | Maurice Trintignant   | Ferrari      | 36     |        | DNF        | 09    |                  |
| –    | Onofre Marimon        | Maserati     | 27     |        | DNF        | 05    |                  |
| –    | Louis Rosier          | Gordini      | 27     |        | DNF        | 13    |                  |
| –    | Roberto Mieres        | Maserati     | 24     |        | DNF        | 11    |                  |
| –    | Ken Wharton           | Maserati     | 19     |        | DNF        | 16    |                  |
| –    | Harry Schell          | Maserati     | 19     |        | DNF        | 21    |                  |
| –    | Hans Herrmann         | Mercedes     | 16     |        | DNF        | 07    | 2:32,9 min (03.) |
| –    | Roy Salvadori         | Maserati     | 15     |        | DNF        | 10    |                  |
| –    | José Froilán González | Ferrari      | 13     |        | DNF        | 04    |                  |
| –    | Lance Macklin         | HWM          | 10     |        | DNF        | 15    |                  |
| –    | Georges Berger        | Gordini      | 9      |        | DNF        | 20    |                  |
| –    | Mike Hawthorn         | Ferrari      | 9      |        | DNF        | 08    |                  |
| –    | Jacques Pollet        | Gordini      | 8      |        | DNF        | 18    |                  |
| –    | Alberto Ascari        | Maserati     | 1      |        | DNF        | 03    |                  |
| DNS  | Sergio Mantovani      | Maserati     | –      | 0–     | 0–         | 0–    | 0–               |

Anmerkungen
1. ↑  Mantovani nahm nur am Training teil und war weder im Qualifying, noch im Rennen am Start.

## WM-Stand nach dem Rennen
Die ersten fünf bekamen 8, 6, 4, 3 bzw. 2 Punkte; einen Punkt gab es für die schnellste Runde. Es zählten nur die vier besten Ergebnisse aus acht Rennen.

### Fahrerwertung
| Pos. | Fahrer                | Konstrukteur        | Punkte |
| ---- | --------------------- | ------------------- | ------ |
| 01   | Juan Manuel Fangio    | Maserati / Mercedes | 25     |
| 02   | Maurice Trintignant   | Ferrari             | 9      |
| 03   | Bill Vukovich         | Kurtis Kraft        | 8      |
| 04   | José Froilán González | Ferrari             | 6,5    |
| 05   | Giuseppe Farina       | Ferrari             | 6      |
| 06   | Karl Kling            | Mercedes            | 6      |
| 07   | Jimmy Bryan           | Kuzma               | 6      |
| 08   | Jack McGrath          | Kurtis Kraft        | 5      |
| 09   | Stirling Moss         | Maserati            | 4      |
| 10   | Robert Manzon         | Ferrari             | 4      |
| 11   | Prinz Bira            | Maserati            | 3      |
| 12   | Élie Bayol            | Gordini             | 2      |
| 13   | André Pilette         | Gordini             | 2      |
| 14   | Mike Nazaruk          | Kurtis Kraft        | 2      |
| 15   | Luigi Villoresi       | Maserati            | 2      |
| 16   | Mike Hawthorn         | Ferrari             | 1,5    |
| 17   | Troy Ruttman          | Kurtis Kraft        | 1,5    |
| 18   | Duane Carter          | Kurtis Kraft        | 1,5    |
| 19   | Hans Herrmann         | Mercedes            | 1      |

| Pos. | Fahrer                  | Konstrukteur | Punkte |
| ---- | ----------------------- | ------------ | ------ |
| 20   | Jean Behra              | Gordini      | 0      |
| 21   | Sergio Mantovani        | Maserati     | 0      |
| 22   | Emmanuel de Graffenried | Maserati     | 0      |
| 23   | Umberto Maglioli        | Ferrari      | 0      |
| –    | Onofre Marimón          | Maserati     | 0      |
| –    | Roberto Mieres          | Maserati     | 0      |
| –    | Roger Loyer             | Gordini      | 0      |
| –    | Jorge Daponte           | Maserati     | 0      |
| –    | Louis Rosier            | Ferrari      | 0      |
| –    | Paul Frère              | Gordini      | 0      |
| –    | Jacques Swaters         | Ferrari      | 0      |
| –    | Ken Wharton             | Maserati     | 0      |
| –    | Harry Schell            | Maserati     | 0      |
| –    | Roy Salvadori           | Maserati     | 0      |
| –    | Lance Macklin           | HWM          | 0      |
| –    | Georges Berger          | Gordini      | 0      |
| –    | Jacques Pollet          | Gordini      | 0      |
| –    | Alberto Ascari          | Maserati     | 0      |